# Jim West
James West, detto Jim e soprannominato anche Kimo (Toronto, 18 dicembre 1953), è un chitarrista e compositore canadese.
È conosciuto soprattutto per la collaborazione con il cantante statunitense "Weird Al" Yankovic.

## Biografia
Nato a Toronto, in Canada, Jim cresce a Tampa, in Florida. Cominciò a suonare la chitarra all'età di dodici anni e da quando aveva sedici anni cominciò a suonare in varie band, spesso insieme a Steve Jay. Negli anni ottanta i due andarono a Los Angeles e vennero ammessi alla band di "Weird Al" Yankovic, ma Jim ancora oggi fa anche degli album da solista.
West vive nell'area di Los Angeles ma trascorre molti mesi alle Hawaii. Conserva ancora la cittadinanza canadese.

## Discografia

### Con "Weird Al" Yankovic
- "Weird Al" Yankovic
- "Weird Al" Yankovic in 3-D
- Dare to Be Stupid
- Polka Party!
- Even Worse
- UHF-Original Motion Picture Soundtrack and Other Stuff
- Off the Deep End
- Alapalooza
- Bad Hair Day
- Running with Scissors
- Poodle Hat
- Straight Outta Lynwood

### Album da solista
- Coconut Hat
- Nurturing the Garden
- Slack Key West
- The Hawaiian Tribute To Sublime: Livin's EZ
- Hotel Honolulu - The Hawaiian Tribute to the Eagles
- Hawaiian Slack Key Guitar-Kimo Style
- Kimo's Hawaiian Slack Key Christmas

### Produttore
- Eia Mai Ka La di Kapo Ku
- Lily Wilson di Lily Wilson
- Jose Can U See? di Bill Dana
- The Enchanted Forest
- Broken di Cynthia Clawson
- The Koolanesian Heart di Norm Copton